# ラフリー V15
ラフリー V15 (Laffly V15) は、1930年代にフランスのラフリー社で開発された4×4輪駆動の装輪式軍用車両である。

## 概要
初期には消防車や道路清掃車などの商用車メーカーであったラフリー社は、1920年代から30年代頃にはオフロード車の開発・設計を専門的に行っていた。
同じ頃、フランス陸軍の砲兵部隊は機械化を進めていたが、装軌式のルノー UEやロレーヌ 37L、ハーフトラック式のユニック P107といった車種はオフロード走行性に優れる反面、速度が遅い事や、構造が複雑な為、整備やコスト面でも不利であり、装輪式の火砲牽引車の導入も進めていた。
ラフリー社は1930年代前半にフランス陸軍向けの6×6輪駆動車両 ラフリー S15 を開発し、砲兵部隊や偵察部隊への導入が行われていた。V15はS15よりも軽量の火砲を牽引する目的で、S15をベースに開発された。
フランス陸軍は1938年に4×4輪駆動の軽砲兵トラクターとしてラフリー V15Tを100両発注した。この後、第二次世界大戦勃発に伴い追加発注が行われたが、ラフリー社の生産ラインでは最初の100台を担当するのが限界であり、これ以降の生産はラ・リコルヌ社で行われる事となった。総生産数については資料により開きがあり、1300両以上とするものと、200両程度とするものが見られる。
ラフリー V15Tは700kgの牽引能力を持ち、主にオチキス 25mm対戦車砲の牽引用途として配備された。25mm対戦車砲　2門に対し4両のラフリー V15Tが配備され、砲の牽引および弾薬、砲兵の輸送に使用された。
また、V15の偵察用モデルとしてラフリー V15Rが開発され、こちらもフランス軍に配備された。
V15の構造上の特徴として、オフロード走行の補助の為、フロントバンパー下側に1組、前輪と後輪の間に1組の、計4個の小型タイヤが装備されている。前輪と後輪の間に補助タイヤを装備する構造は、ドイツ軍の統制型乗用車や、戦後のソ連製BRDMでも採用されているが、フロントにも小型タイヤを装着する構造はラフリー社の特徴と言える。
V15は6×6輪駆動のW15などと共にフランス陸軍で運用され、フランスがドイツに占領された後は、ドイツ国防軍によって鹵獲され引き続き使用された。